# Orazio Mattei (Bischof)
Orazio Mattei (* 1574 in Rom; † 13. Juni 1622 in Neapel) war ein italienischer Bischof und Apostolischer Nuntius.

## Biografie
Er wurde um 1574 in Rom als Sohn von Muzio, einem Mitglied einer alten Adelsfamilie Mattei, und Lucrezia Bandini, der Tochter des Bankiers Pietro Antonio, geboren.
Nach Abschluss seines Jurastudiums nahm er seine kirchliche Laufbahn als Hauspriester von Clemens VIII. auf.
Von 1594 bis 1603 war er Abbreviator des parco maiori; von 1594 bis 1601 war er Referendar der Apostolische Signatur und am 6. Februar 1595 wurde er Vikar von Santa Maria Maggiore. Am 21. April 1597 folgte er als Vizelegat seinem Onkel mütterlicherseits, Ottavio Bandini, zunächst in die Romagna und am 15. Dezember 1598 in die Marken.
Am 19. November 1601 erhielt er das Bistum Gerace in Kalabrien, mit der Befugnis, das Amt des Abbreviator für ein weiteres Jahr beizubehalten. Die Bischofsweihe erfolgte am 8. Dezember durch Kardinal Domenico Pinelli in der Kirche San Biagio ai Catinari, danach ging er nach Kalabrien.
Es liegen Berichte vor, dass er die Gerace verlassen wollte, da die Diözese in einem schlechten Zustand vorfand. Sein Ansuchen wurde jedoch abgelehnt. Die Gelegenheit Gerace zu verlassen, bot sich im folgenden Jahr, als nach der Wahl von Camillo Borghese als Papst Paul V. im Jahr 1605 die Spannungen zwischen dem Heiligen Stuhl und Venedig zunahmen.
Am 21. Juli 1605 wurde Mattei als Nachfolger des verstorbenen Nuntius Offredo Offredi nach Venedig berufen, um den neuen Kurs der päpstlichen Politik gegenüber der Serenissima zu vertreten. Mattei fehlte jedoch das diplomatische Geschick und er konnte den venezianischen Senat nicht umstimmen, daher kam es zum erwarteten Abbruch der diplomatischen Beziehungen. Am 3. Mai 1606 ordnete Kardinal Scipione Borghese Caffarelli seine Rückkehr nach Rom an. Mattei trat am 10. Mai seine Rückreise an und blieb bis mindestens 21. Februar 1607 in Rom, als er einen Ad-limina-Besuch machte und nach fast zweijähriger Abwesenheit von der Diözese einen sehr schlecht informierten Bericht vorlegte. Danach kehrte er nach Gerace zurück, wo er etwa acht Jahre lang blieb.
Nach seinem Ad-limina-Besuch vom 20. Dezember 1615 blieb er mit Erlaubnis des Papstes bis 1618 in Rom um sich zu erholen. Nach seinem dreijährlichen Besuch vom 17. August 1618 kehrte er nach Gerace zurück. 1620 wurde eine Diözesansynode einberufen, um Verhaltensregeln für Laien und Geistliche festzulegen, die er nach einigen Sitzungen wegen des Protests einiger Ordensleute und Gläubigengruppen unterbrechen musste.
Bereits schwer erkrankt trat er eine Reise nach Rom an, um wahrscheinlich einen Ad-Limina-Besuch zu machen. Er musste aus gesundheitlichen Gründen in Neapel Station machen und starb dort am 13. Juni 1622, wo er in der Kirche Santa Maria Maggiore begraben wurde.